# Bié
Bié – jedna z prowincji Angoli, znajdująca się w centralnej części kraju. Według spisu w 2014 roku liczy ponad 1,3 mln mieszkańców. Do największych grup etnicznych należą: Owimbundu, Chokwe i Ganguela. 
Prowincję Bié otaczają inne prowincje Angoli:
- od północy: Kwanza Południowa, Malanje i Lunda Południowa,
- od wschodu: Moxico,
- od południa: Cuando-Cubango,
- od zachodu: Huíla i Huambo.

W czasie wojny domowej w Angoli prowincja Bié była miejscem zaciętych walk i doznała rozległych zniszczeń infrastrukturalnych. 
Na obszarze prowincji znajdują się rezerwaty przyrody Umpulo Forest Reserve i Luango Natural. 

## Podział administracyjny
W skład prowincji wchodzi 9 hrabstw:
| - Andulo - Camacupa - Catabola - Chinguar - Chitembo - Cuemba - Cunhinga - Kuito - Nharea |